# Biagio Pupini

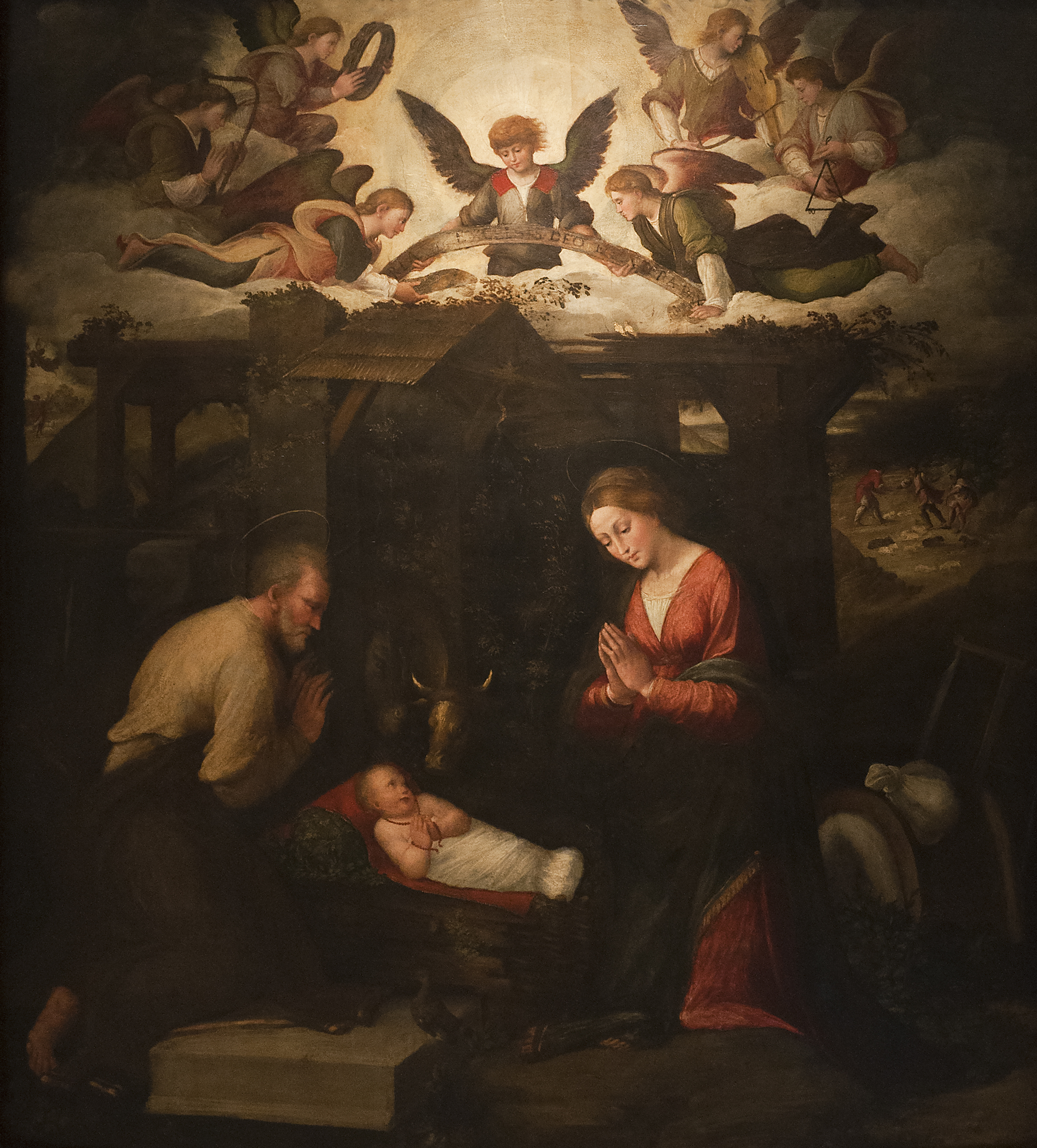
Geboorte van Christus (1525) in de Pinacoteca Nazionale di Bologna

Biagio Pupini (1490 - 1575), ook gekend als Biagio dalle Lame was een Italiaans maniëristisch kunstschilder en tekenaar. Over zijn leven is weinig bekend. Hij wordt door Giorgio Vasari vermeld als hij het leven van Bartolomeo Ramenghi beschrijft met wie Pupini vaak in Bologna samenwerkte.
Kunsthistorici gaan ervan uit dat hij een leerling was van Francesco Raibolini. Hij staat beschreven als meester in een document wanneer hij met Raibolini een kerk in Faenza verfraait. Hij was ook in Rome actief waar hij werken van Rafaël kopieerde.
Een aantal van zijn werken ging verloren of werd vernietigd. Een groot aantal tekeningen is wel bewaard gebleven, onder meer in het Louvre en Uffizi.
- Art Gallery of South Australia: 3920
- Bibliothèque nationale de France: cb149631653 (data)
- International Standard Name Identifier: 0000 0004 0990 3994
- KulturNav: 611bc8b7-9574-4dad-bfb1-624ce65b08ec
- Union List of Artist Names: 500017815
- Virtual International Authority File: 95790436